# Таир (озеро)
Таи́р — озеро карстового происхождения в центральной части Звениговского района республики Марий Эл. Располагается между автодорогой Йошкар-Ола — Кокшайск и рекой Малая Кокшага. Является памятником природы республиканского значения. Площадь озера составляет 50 га, максимальная глубина — 10 м. Имеется небольшой остров.

## Этимология
Название озера произошло от марийского Ото ер («ото» — роща, «ер» — озеро). В середине озера есть небольшой остров, на котором растет роща — «ото».
Есть и другая версия: «Та» (озеро) + «ер» (озеро); «озеро+озеро» — пермское и марийское названия.
И третья версия от тюркского слова — имени Таир.
Возникла и легенда, записанная Н. А. Смеловой, по-своему объясняющая происхождение этого названия: «Старец с мальчиком после долгого пути остановились на берегу озера отдохнуть, умыться и напиться. Отдохнув, поблагодарили озеро: „Тау, ер!“ („Спасибо, озеро!“). Отсюда и название озера Таир».
По словам учителя-краеведа из Кокшамар Е. Л. Кутасова, в старину на берегу озера Таир жили люди из монастыря. Они должны были поставлять рыбу в Ежово-Мироносицкий монастырь. Жительница поселка Таир Х. Я. Мухамедгараева подтвердила это, сославшись на рассказ старого жителя Сафы, который работал лесником и жил у озера до 1917 года: «Был выстроен небольшой деревянный монастырь, небольшая часовенка и банька. Монахи молились, ловили рыбу, били зверя». О монахах говорится и в следующей легенде, записанной Н. А. Смеловой, главой Кокшайского сельского управления: «Есть посреди озера Таир красивый остров, на нём растут деревья. Некоторые говорят, что он плавучий, но, по словам старожилов, он никогда не двигался. Вот что говорит легенда о его происхождении. За непослушание и провинности монахов заставляли носить землю и высыпать её в прорубь, так и образовался остров посреди озера». Но это только легенда.

## Физико-географическая характеристика

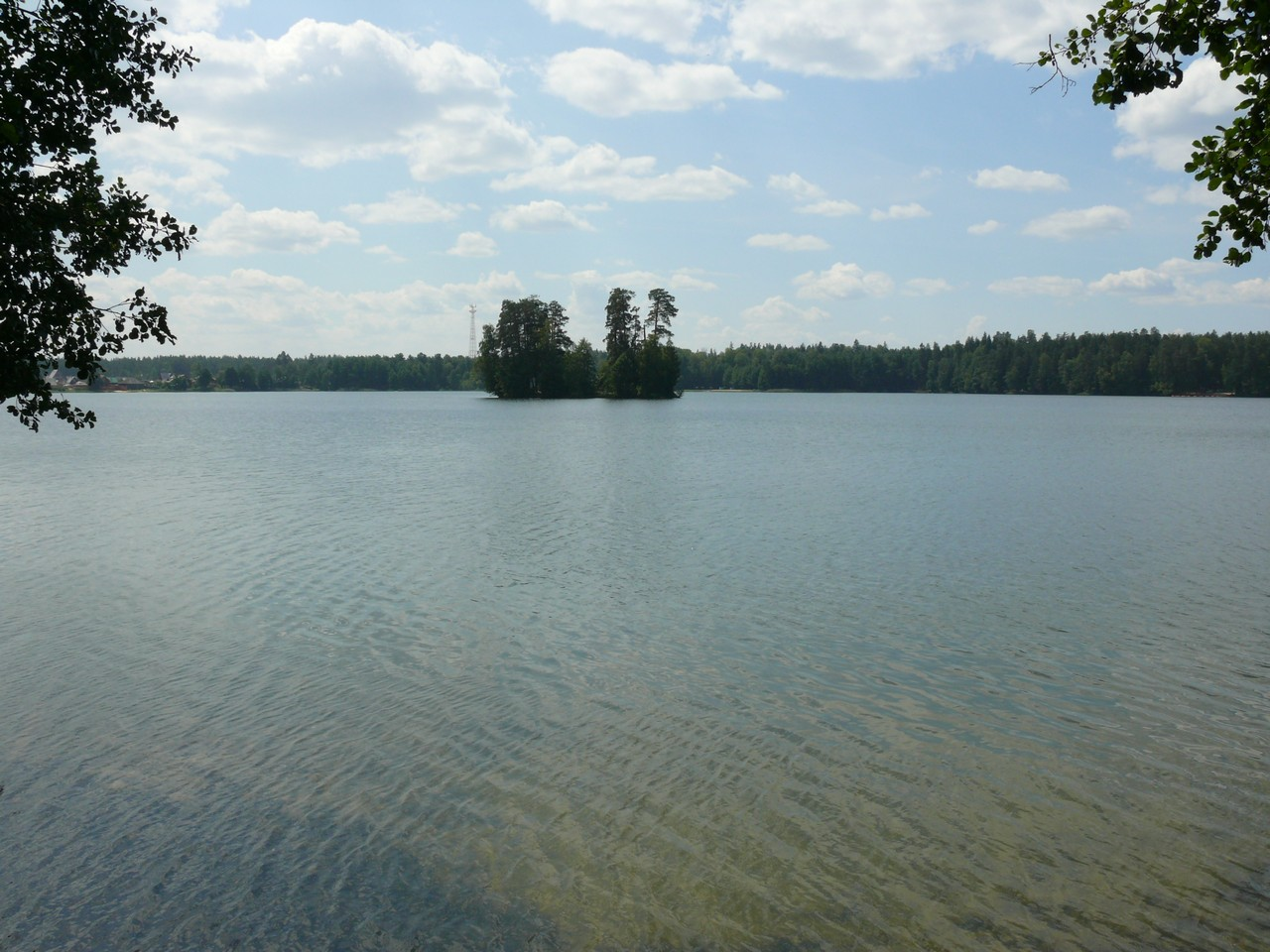
Озеро Таир в 2010 году.

### Флора и фауна
Щука и караси.

### Экологическое состояние
Режим ООПТ республиканского значения не отличается строгостью. На их территориях разрешено проведение различных видов деятельности, не противоречащей их целевой функции, специфичной для каждой ООПТ в зависимости от её статуса, характера и состояния. При проведении обследования установлено, что у большинства памятников природы отсутствовали паспорта и охранные обязательства. Только четыре памятника природы (Роща лиственницы сибирской, озера Кумьяры, Тыр-болото и Мадарские болота) их имели, однако данные документы устарели в связи с изменением законодательства и сменой лесопользователей. Отмечены также частые факты нарушения режима ООПТ, указанного в их Положениях. Так, в частности, в гидрологических ООПТ (озера Таир, Малый Мартын и Нужьяр, реки Шуйка и Ирека) застройки и огороды часто примыкают вплотную к урезу воды, что является прямым нарушением Водного кодекса.

В ходе обследования ООПТ нами было сделано заключение о целесообразности снятия статуса памятника природы с некоторых объектов. Это обусловлено тем, что природа одних оказалась очень сильно изменена деятельностью человека (памятники природы «Озеро Таир», «Эталонные насаждения ели», «Болото Криуль», «Болото Березовое» и др.), и они не могут выполнять свои целевые функции.

 Рекомендуем исключить его из списка памятников природы по причине застройки береговой линии озера различными зданиями и сооружениями, а также большой рекреационной нагрузки. 

## Режим охраны, установленный для памятника природы

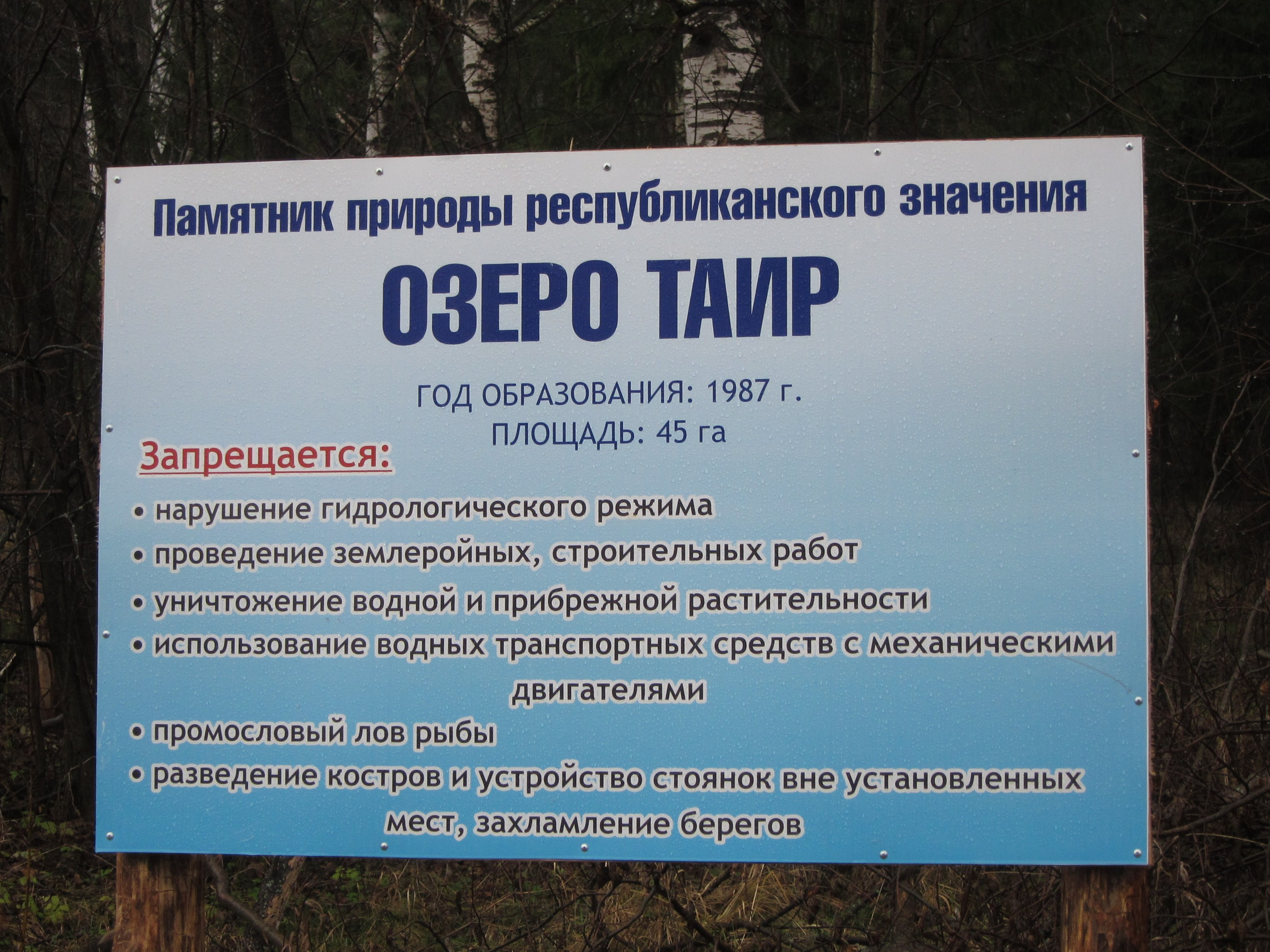
Баннер на берегу озера. Ноябрь 2013 г.

Охране подлежат водоем и древесно-кустарниковая растительность в охранной зоне озера. Объект имеет эстетическое и рекреационное значение.
Для гидрологических памятников природы (озера) в соответствии с Водным кодексом Российской Федерации установлена водоохранная зона шириной 50 метров.
ООПТ «Озеро Таир» регионального значения находится в Звениговском районе в ведомственном подчинении Кокшайского лесничества. Общая площадь 72 га.
Отвод земли при организации ООПТ был произведен из категории лесных земель без изъятия земель у прежнего землепользователя.